# Лилангъёган
Лилангъёган (в верховье Ун-Лилангъёган; устар. Лилинк-Юган (Ун-Лилинк-Юган)) — река в Шурышкарском районе Ямало-Ненецкого АО России. Устье реки находится в 7 км по правому берегу реки Ай-Логасьёган. Длина реки составляет 42 км. Высота устья 27 м.

## Данные водного реестра
По данным государственного водного реестра России относится к Нижнеобскому бассейновому округу, водохозяйственный участок реки — Обь от впадения реки Северная Сосьва до города Салехард, речной подбассейн реки — бассейны притоков Оби ниже впадения Северной Сосьвы. Речной бассейн реки — (Нижняя) Обь от впадения Иртыша.
Код объекта в государственном водном реестре — 15020300112115300022980.